# Ganesha

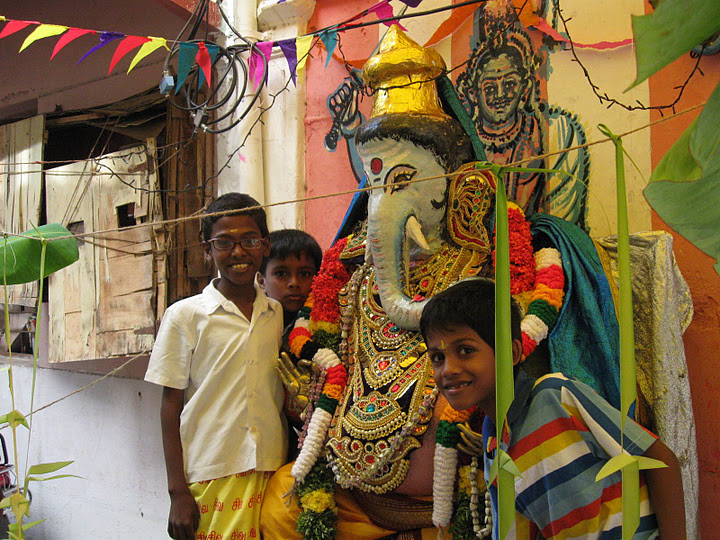
Statuie Ganesha

Ganesha ( sanscrită: गणेश; IAST: Gaṇeśa; ascultăⓘ) cunoscut și sub numele de Ganapati (sanscrită: गणपति, IAST: gaṇapati), Vinayaka(sanscrită: विनायक; IAST: Vināyaka) sau Pillaiyar (tamilă: பிள்ளையார்), este una din cele mai cunoscute și mai venerate zeități ale panteonului hindus  Imaginea sa este răspândită de-a lungul întregii Indii și Nepalului.. Denominațiunile hinduse îl venerează toate  indiferent de afiliația fiecareia Devoțiunea față de Ganesha s-a extins chiar și în Jainism, Budhism și dincolo de marginile Indiei.

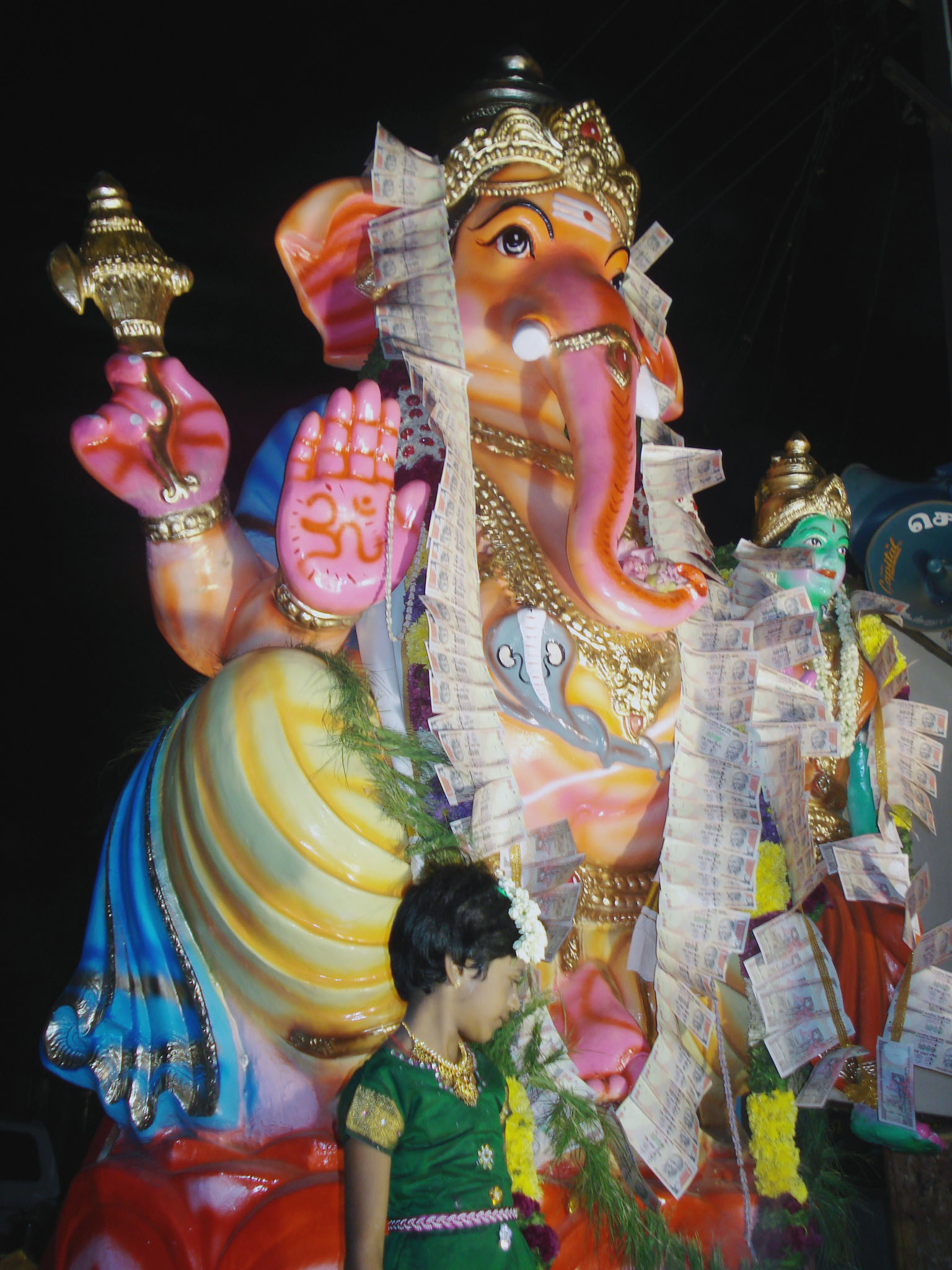
Statuie Ganesha folosită în ritualul hindus Puja

Deși este cunoscut și după multe alte atribute, capul de elefant al lui Ganesha îl distinge în mod deosebit fiind foarte ușor de identificat. În viziunea hindușilor fiecare zeu se află pe un palier al macrocosmosului, fiind o formă divină cu atribute specifice, un fel de ministru divin ce guvernează asupra unui plan specific al Creației.Unul din motivele pentru care cultul lui Ganesha cunoaște o așa de mare amploare este și pentru că este considerat Domn al planului fizic(Muladhara), cel care printre altele ofera bunăstare sau bogăție materială, ofrandele (Puja) care îi sunt aduse întotdeauna fiind însoțite și de bancnote. Astfel  Ganesha este în mod special cunoscut și venerat ca Cel care îndepartează obstacolele și mai general ca Domn al Începuturilor și Domn al Obstacolelor (Vighnesha (Sanskrit: विघ्नेश; IAST: Vighneśa), Vighneshvara (Sanskrit: विघ्नेश्वर; IAST: Vighneśvara), patron al artelor și științelor, zeul al intelectului și întelepciunii. Este invocat și onorat la începutul ritualurilor și ceremoniilor ca Patron al Literelor în timpul perioadelor ce implică scrisul, examene, proiecte etc. Mai multe texte conțin povestiri mitologice asociate cu nașterea sa și scot în evidență și explică particularitățile sale iconografice atît de distincte.
Ganesha apare ca o zeitate distinctă în forma cunoscută în secolele 4–5 en, în timpul perioadei Gupta, deși există și mărturii vedice și prevedice . Popularitatea sa a crescut repede și a fost inclus chiar în primele cinci divinităti venerate în Smartism(o denominațiune hindusă) în sec 9. O grupare de devoți numită Ganapatya, care identifică pe Ganesha cu suprema divinitate, a apărut în această perioadă. Principalele scripturi dedicate lui Ganesha sunt  Ganesha Purana, Mudgala Purana, si Ganapati Atharvashirsa.

## Etimologie și alte nume
Ganesha este recunoscut și prin multe alte nume și epitete, Ganapati și Vighneshvara fiind două dintre cele mai cunoscute. Adesea înainte numelor este adaugată și formula folosită pentru a arata respectul sau venerarea Shri(Sanscrită: श्री; IAST: śrī; pronunțat și Sri sau Șri). O modalitate răspândită de a-l venera pe Ganesha este recitarea Ganesha Sahasranama, o rugăciune lungă ce o regăsim la toate marile divinități ale panteonului hindus și care conține 1000 de nume ce reprezintă 1000 de calități sau epitete ale respectivului zeu.
Fiecare nume din  sahasranama pune accentul pe anumite semnificații, simboluri, calități și atribuții diferite ale lui Ganesha. Există cel puțin două versiuni diferite de Ganesha Sahasranama; una provenind din Ganesha Purana, o scriptură hindusă ce venerează pe Ganesha.
Numele Ganesha este o combinație a două cuvinte sanscrite, gana(Sanscrită:गण ; IAST: gaṇa) ceea ce înseamnă trupă, oaste, grup sau trib și isha (Sanskrit: ; IAST: īśa) care înseamnă domn, stăpân sau maestru. 
Cuvântul gana asociat cu Ganesha se poate referi și la ganas, grupuri de ființe semidivine care fac parte din cortegiul lui Shiva. La modul general termenul desemnează o categorie, clasa, asociație sau corporație. Anumiți comentatori traduc Ganesha prin „Stăpânul trupelor divine”  sau „Domnul formelor sau categoriilor create”, cum ar fi elementele. Ganapati, un sinonim pentru Ganesha, este compus tot din gana, care înseamnă grup și pati care înseamnă domn sau conducător. Amarakosha un dicționar sanskrit antic, conține opt sinonime ale lui Ganesha: Vinayaka, Vighnarāja (echivalent cu Vignesha), Dvaimātura (Cel care are doua mame), Gaṇādhipa (echivalent cu Ganapati and Ganesha), Ekadanta (cel care are un colț de fildeș), Heramba, Lambodara (cel care are pântecul mare sau, literal, cel a cărui burtă atârnă), and Gajanana (IAST: gajānana)( cel care are cap de elefant)
Vinayaka (Sanskrit: विनायक; IAST: vināyaka) este un apelativ răspândit pentru Ganesha ce apare și în Purane și în Tantrele budiste.   Acest nume are legatură cu cele opt temple renumite ale lui Ganesha din Maharastra cunoscute ca  Ashtavinayak (aṣṭavināyaka). Numele Vighnesha (Sanskrit: विघ्नेश; IAST: vighneśa) și Vighneshvara (Sanskrit: विघ्नेश्वर; vighneśvara) (Domnul Obstacolelor)  se referă la funcția primară care îi este atribuită în mitologia hindusă, aceea de a fi cel care îndepărtează obstacolele(vighna).
Un nume foarte răspândit în limba tamilă al lui Ganesha este Pille (Tamilă: பிள்ளை) or Pillaiyar (பிள்ளையார்) (Micul Copil). A. K. Narain arată  diferența între pille care înseamnă copil și pillaiayar care înseamnă copil nobil. Mai adaugă faptul că pallu,pella și pell în familia limbilor dravidiene înseamnă  dinte sau colț și de asemenea dinte sau colț de elefant. Anita Raina Thapan notează că cuvântul rădăcină pille în numele Pillaiyar ar putea să însemne la origine  cel mai tânăr dintre elefanți deoarece cuvântul pali pillaka înseamnă elefant tânăr.
În limba birmană, Ganesha este cunoscut sub numele Maha Peinne, ce derivă din limba pali Maha Winayaka.  Numele răspândit al lui Ganesha în Thailandha este  Phra Phikanet sau Phra Phikanesuan, ambele fiind derivate din Vara Vighnesha și Vara Vighneshvara, în timp ce numele Kanet(de la Ganesha) este rar întâlnit.

## Iconografie

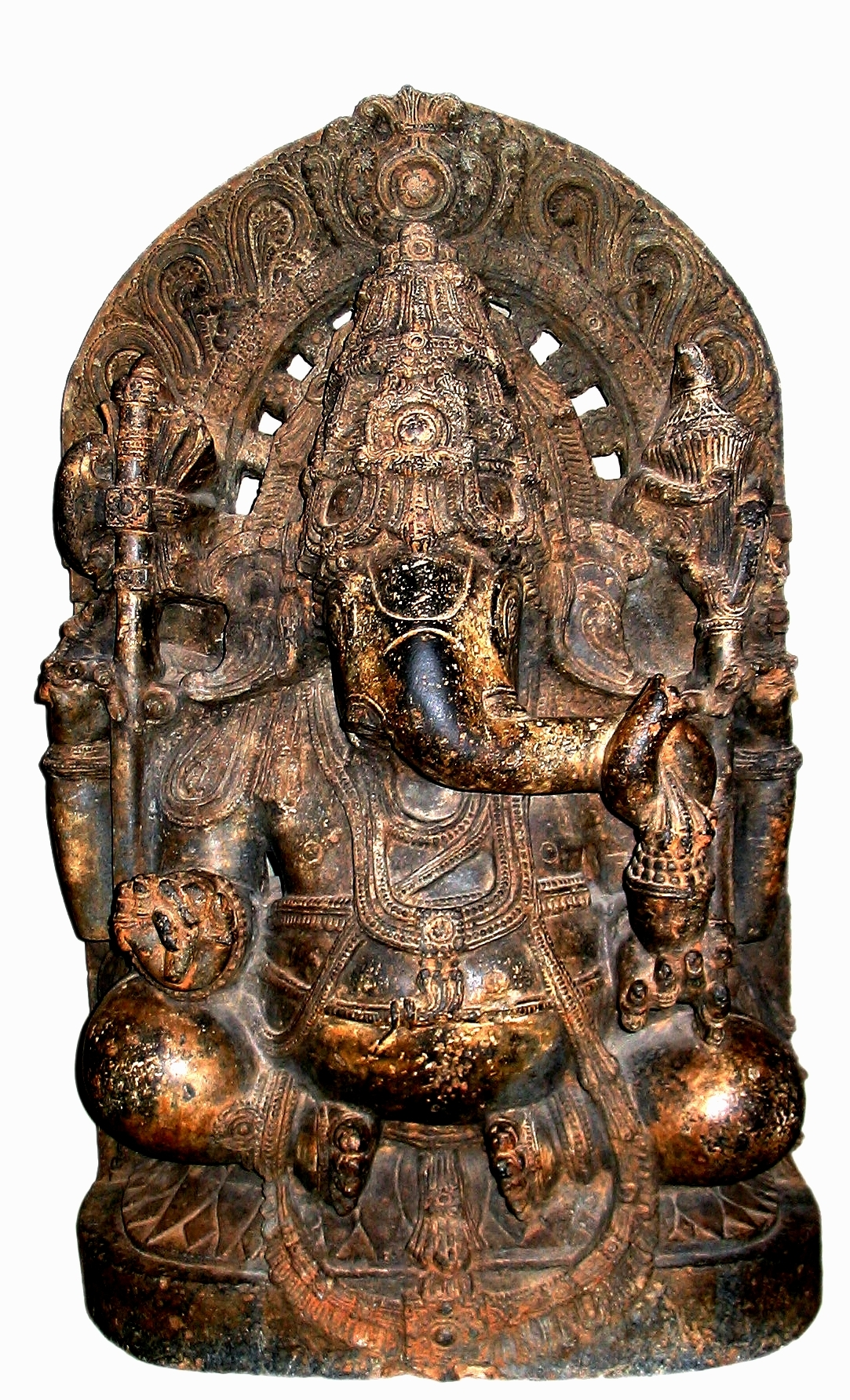
Statuie Ganesha sec. 13, Districtul Mysore, Karnataka

Ganesha este o figură populară în arta indiană. 
Spre deosebire de cele ale altor divinități, reprezentările lui Ganesha arată o mare variație și schimbări distincte de patern de-a lungul timpului. Il regăsim pe Ganesha portretizat fie stând, fie dansând, luptându-se cu demonii, jucându-se cu familia sa ca și copil, stând pe jos sau pe un scaun înalt sau angajându-se în diferite situații contemporane.
Imaginile cu Ganesha au început să predomine în multe părți din India încă din secolul 6. Figura pe care o vedem în dreapta este tipică pentru statuile lui Ganesha din perioada 900-1200, Ganesha devenind de acum o zietate independentă cu proprii săi adoratori. Acest exemplu scoate în evidență câteva din elementele iconografice commune tuturor reprezentărilor. O statuie aproape identică a fost datată de către  Paul Martin-Dubost 973-1200, iar o alta ca aparținând secolului 12 de către Prapaditya Pal . Ganesha are capul unui elefant și o burta foarte mare.  Aceasta statuie are patru brațe , ceea ce este comun pentru reprezentările lui Ganesha. În mâna dreaptă de jos regăsim propriul său colț de fildeș rupt iar în mâna stângă de jos găsim o delicatesă pe care o ridică cu trompa. Motivul  întoarcerii trompei pentru a degusta o delicatesă ce se află în mâna sa stângă de jos este o trăsătură particulară arhaică. O statuie mai primitivă gasită în una din grotele de la Ellora având aceeași formă generală a fost datată ca aparținând secolului 7. Detaliile celorlalte mâini sunt dificil de descris în statuia din dreapta. În configurația standard, Ganesha ține de obicei o bardă sau un instrument de dresare a elefanților, un fel de țepușă(en: goad), într-una din mâinile de sus și o frînghie lasou în cealaltă mână din partea de sus.
Influența acestor vechi constelații de elemente iconografice poate fi regasită și în reprezentările contemporane ale lui Ganesha. În formele moderne, singura variație a acestor vechi elemente este aceea că în mâna dreaptă de jos nu ține colțul de fildeș ci este mai degrabă întoarsă către privitor într-un gest de binecuvântare(abhaya mudra). Aceeași combinație de patru arme și atribute o regăsim și n reprezentările lui Ganesha dansând, care  este o tema foarte populară.

### Atribute comune
Pentru  cele mai populare 32 forme ale lui Ganesha vezi  Sritattvanidhi

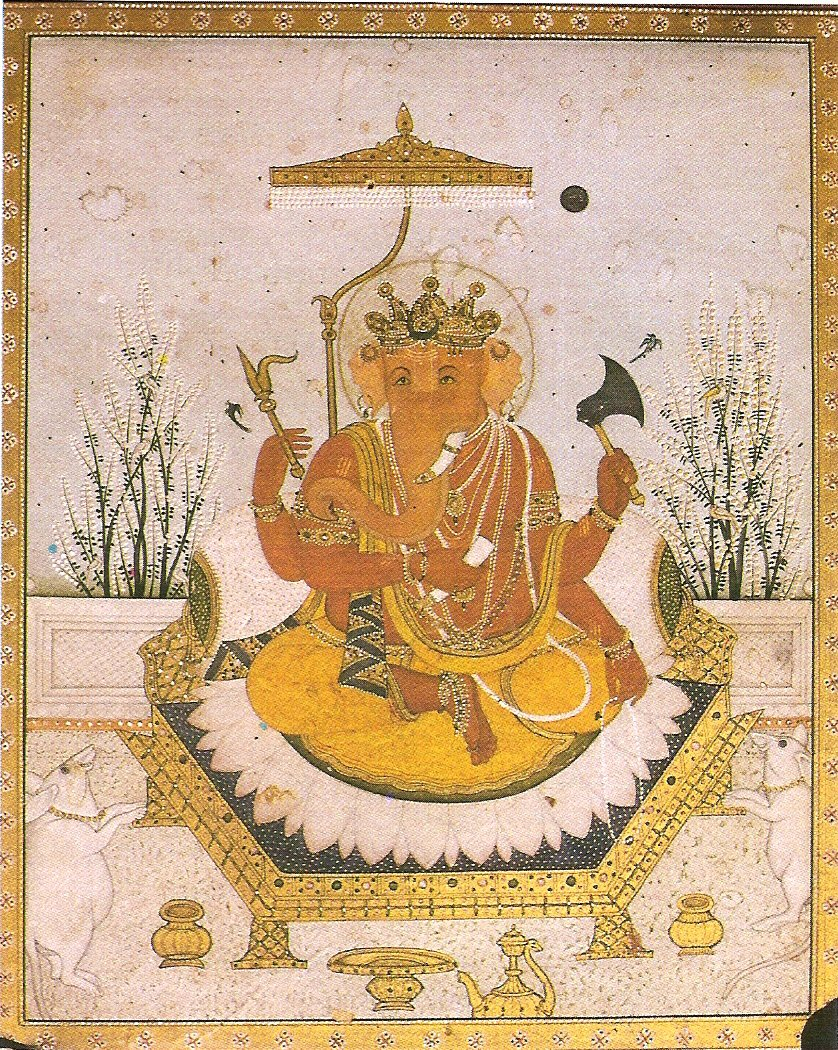
Ganesha, reprezentare comună cu patru brațe. Miniatură a școlii Nurpur(circa 1810)

Ganesha a fost reprezentat ca având cap de elefant încă de la începutul apariției sale în arta indiană. Miturile puranice oferă multe explicații despre cum și-a obținut capul de elefant. Una din formele cel mai populare, Heramba-Ganapati, are cinci capete de elefant, existând și alte variații mai puțin comune în numărul de capete cu care este reprezentat.  În timp ce unele texte spun că Ganesha s-a născut cu capul de elefant, în cele mai multe povestiri își obtine capul de elefant ulterior. 
Motivul cel mai recurent în aceste povestiri este că Ganesha a fost creat de către Parvati din lut pentru a o proteja iar Shiva l-a decapitat în timp ce a intervenit între Shiva și Parvati.   Shiva a înlocuit apoi capul original al lui Ganesha cu acela al unui elefant.  Detaliile acestui conflict și locul de unde a venit capul înlocuitor  variază de la o sursa la alta. În alta istorisire, cand Ganesha s-a născut,Parvati, mama sa, a arătat copilul celorlalți zei. Din nefericire, zeul Shani(Saturn), care se spune că  avea privire malefică, a privit copilul, ceea ce a făcut ca acesta să-și piardă capul ce a ars transformându-se în cenușă.  Zeul Vishnu a venit să-l salveze și a înlocuit capul dispărut cu unul de elefant. O altă poveste spune ca Ganesha s-a născut direct din râsul lui Shiva. Deoarece Shiva îl considera pe Ganesha prea seducător, i-a dăruit un cap de elefant și o burtă pronunțată.
Cel mai vechi nume al lui Ganesha este Ekadanta( Cel cu un singur colț), cu referire la singurul colț de fildeș pe care Ganesha îl are, celălalt lipsind. Cele mai vechi reprezentări ale lui Ganesha îl arată ținând într-o mână colțul de fildeș rupt. Importanța acestei trăsături distincte este descrisă în Mudgala Purana care susține ca numele celei de a doua întrupări a lui Ganesha este Ekadanta. Burta foarte pronunțată a lui Ganesha este un alt atribut distinct ce apare chiar din primele reprezentări sculpturale ce aparțin perioadei Gupta(secolele 4-6). Această trăsatură este atât de importantă încât, conform Mudgala Purana, două întrupări diferite ale lui Ganesha au nume ce se bazează pe această trăsătură:    Lambodara (Cel cu burtă mare, sau, literal, Cel a cărui burtă atărnă) și Mahodara (Cel cu pântecul mare). Ambele denumiri sunt o combinație sanscrită cu referire la stomacul sau mare  (IAST: udara). Brahmanda Purana spune că Ganesha are numele Lambodara deoarece întregul univers (oul cosmic; IAST: brahmāṇḍas) cu tot trecutul, prezentul și viitorul se află în interiorul lui. Numărul brațelor lui Ganseha variază, cele mai cunoscute forme au intre 2 si 16 brațe.  Multe reprezentări ale lui Ganesha au patru brațe, după cum este menționat și in Purane, considerându-se a fi o formă standard de reprezentare. Cele mai vechi imagini aveau două brațe.  Forme cu 14 si 20 de brațe apar în India central în secolele 9 și 10. Șarpele este de asemenea o componentă comună în iconografia lui Ganesha apărând în multe forme.  Conform Ganesha Purana, Ganesha și-a înfășurat șarpele Vasuki în jurul gâtului său. În alte reprezentări  șarpele este fie înfășurat în jurul stomacului său ca o centură, pe post de șnur sacru (IAST: yajñyopavīta) , fie ținut în mănă sau înfășurat în jurul gleznei sau pe post de tron, reprezentând de obicei energia kundalini.  Pe fruntea lui Ganesha poate să apară al treilea ochi, sau simbolul shivaismului(IAST: tilaka),care poate fi reprezentat și de trei linii orizontale.  Ganesha Purana arată ca tilaka poate fi reprezentată și printr-o semilună pe frunte.  O formă distinctă a lui Ganesha, numită Bhalachandra (IAST: bhālacandra; "Cel care are Luna(semiluna) pe frunte") include acest aspect iconografic.  Ganesha este uneori descris ca având culoarea roșie. Culori specifice sunt asociate diferitelor sale forme sau aspecte. Multe exemple de asocieri ale culorilor cu diferite forme de meditație sunt descrise în Sritattvanidhi un tratat de iconografie hindusă. Spre exemplu alb este culoarea asociată cu forma sa numită Heramba-Ganapati și Rina-Mochana-Ganapati (Ganapati Cel care eliberează). Ekadanta-Ganapati este vizualizat ca albastru în timpul meditației asupra acestei forme.

### Vahanas - vehicule

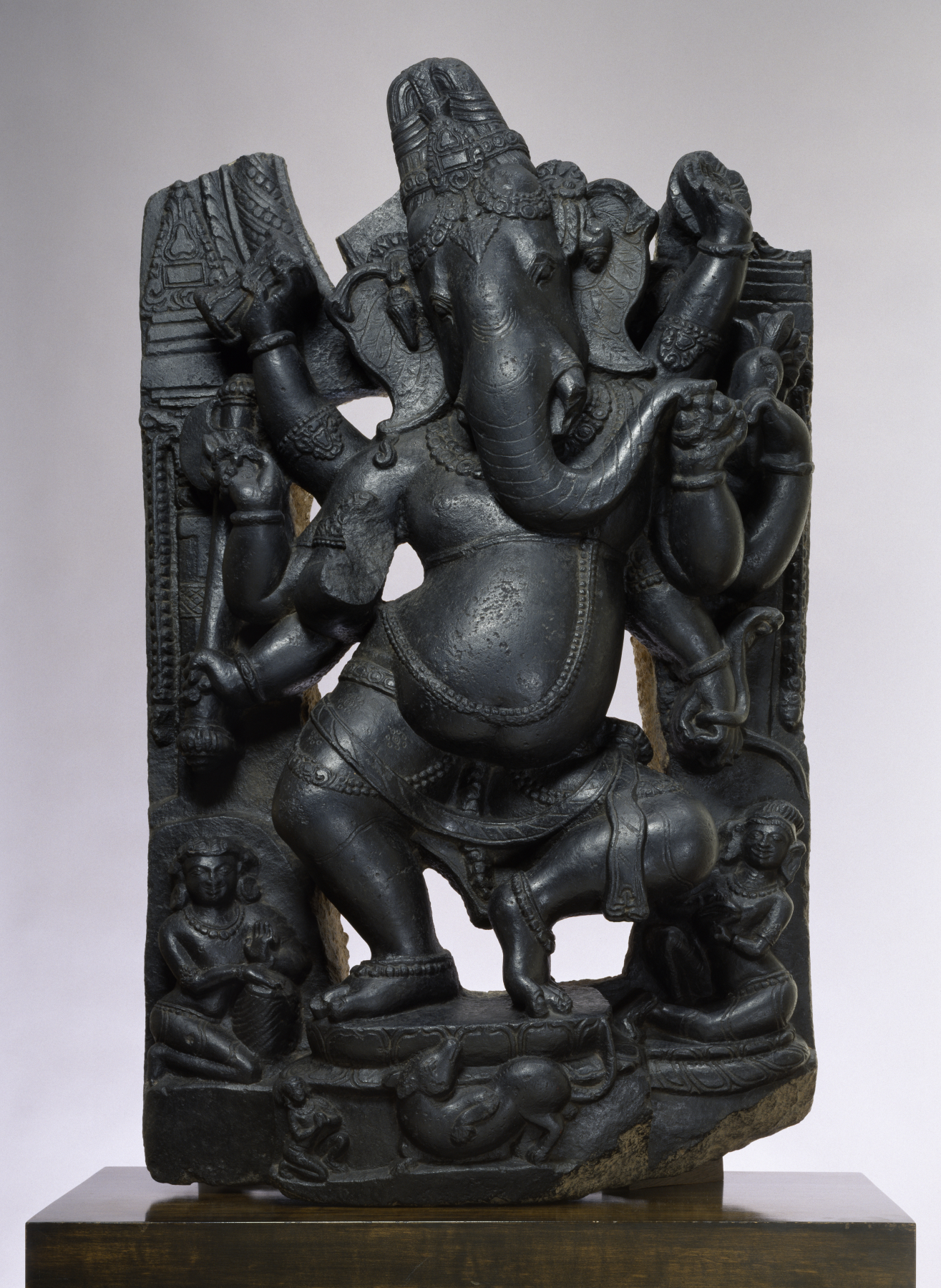
Dansul și apetitul pentru dulciuri ale lui Ganesha sunt reprezentative. Șoricelul apare la bază. Muzeul de artă Walters.

Primele reprezentări ale lui Ganesha sunt fără vahana(vehicul). Din  cele opt întrupări ale lui Ganesha descrise în Mudgala Purana, Ganesha are vehicul un șoricel în cinci dintre ele, folosește un leu în întruparea sa ca Vakratunda, un păun în intruparea  Vikata, iar în întruparea  Vighnaraja, șarpele divin Shesha. În cea de-a patra întrupare a lui Ganesha menționată în Ganesha Purana, Mohotkata are un leu, Mayureshvara un păun, Dhumraketu un cal, iar Gakanana un șoarece. Reprezentările jainiste ale lui Ganesha arată aceeași varietate a vehiculelor , șoarece, elefant, broască țestoasă, berbec sau păun.
Ganesha este adesea reprezentat ca mergând pe spatele unui șoarece sau șobolan.  Martin-Dubost afirmă  că șoarecele a început să apară ca principal vehicul în sculpturile lui Ganesha în centrul și vestul Indiei în secolul 7; șoarecele fiind totdeauna plasat în apropierea picioarelor sale. Șoarecele ca vehicul apare pentru prima dată în sursele scrise în Matsya Purana și mai târziu în Brahmananda Purana și Ganesha Purana, unde Ganesha îl folosește ca vehicul numai în ultima sa întrupare. Ganapati Atharvashirsa conține un vers contemplativ asupra lui Ganesha ce descrie șoarecele ce apare în reprezentarea sa. Numele Mūṣakavāhana(Cel cu șoarecele ca vehicul) și  Ākhuketana (Cel reprezentat sau urmat de șoarece) apar în Ganesha Sahasranama.
Simbolismul șoarecelui cunoaște multiple interpretări. Conform lui Grimes, “Mulți, dacă nu cei mai mulți dintre cei  care explică simbolismul șoricelului lui Ganesha, îi găsesc o explicație negativă, simbolizând fie tamasguna fie dorința”. Printre aceste interpretări, Mochael Wilcockson spune că șoarecele îi simbolizează pe aceia care doresc să își controleze dorința și să fie mai puțin egoiști. Krishan afirmă că șobolanul este un animal distructiv, o amenințare pentru recolte. Cuvântul sanskrit mūṣaka  (șoarece) este derivat din rădăcina mūṣ(a fura , a prăda).  Era esential ca șoarecele să fie supus ca element dăunător, o formă de vighna(obstacol) ce trebuie cucerit. Conform acestei teorii , arătându-l pe Ganesha ca stăpân al șoarecelui se scoate în evidență funcția sa de Vigneshvara(Stăpân al Obstacolelor)  și se subliniază posibilul său rol ca zeitate  rurală grama-devata la început, a cărui importanță va crește în timp.  Martin-Dubost mai oferă o explicație a simbolului sugerând că Ganesha, asemenea șoarecelui, penetrează și cele mai ascunse locuri.

## Asocieri

### Obstacolele

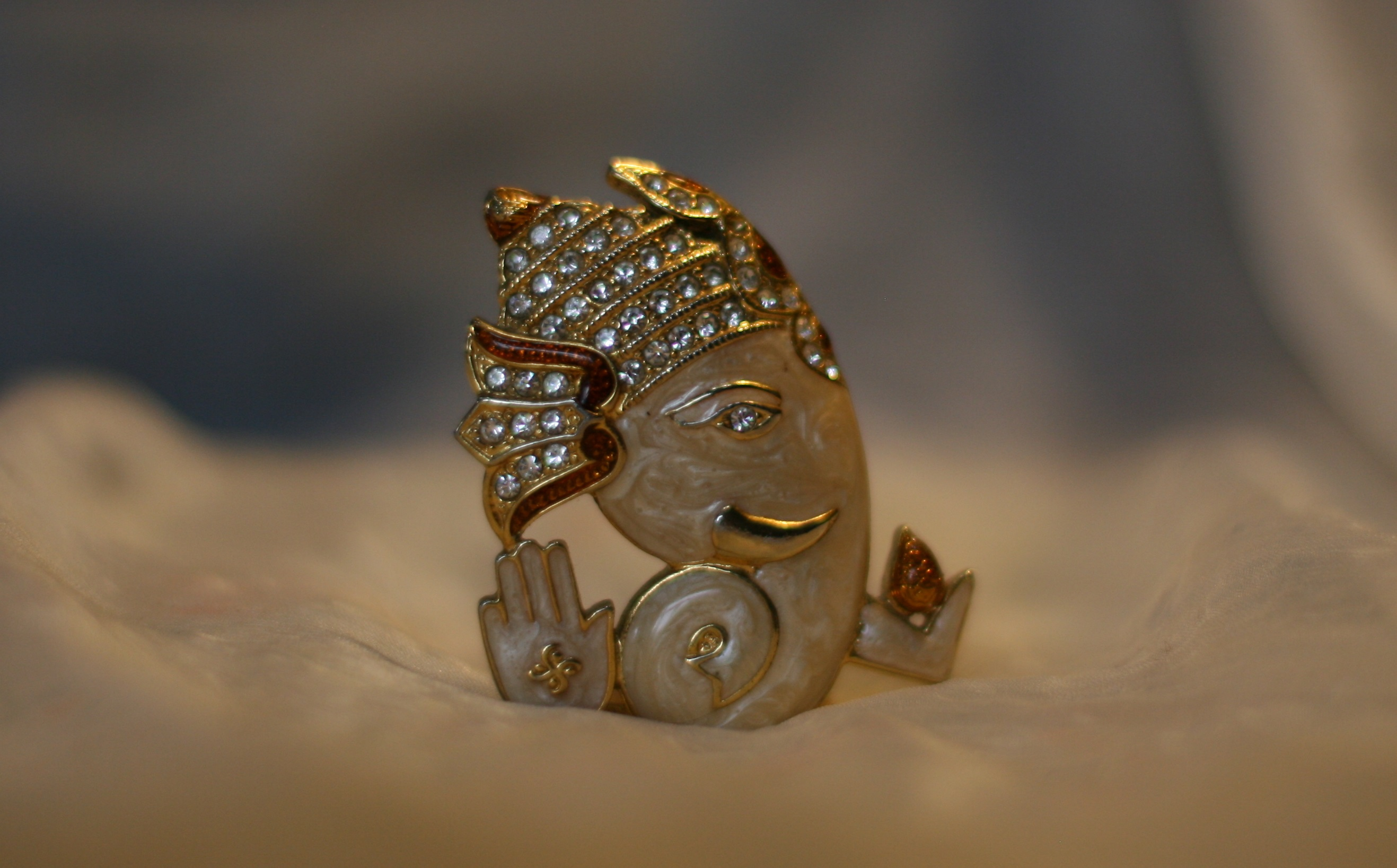
Om Ganesh Statue

Ganesha este Vighneshvara sau Vighnaraja sau "Vighnaharta"(marathi), Domnul obstacolelor, atât materiale cât și spirituale. El este adorat în mod obișnuit ca cel care îndepărtează obstacolele, deși în mod tradițional tot el este și cel care pune obstacole în calea celor care trebuiesc testați. Paul Courtright spune că “sarcina sa este de a păstra ordinea divină a lucrurilor, dharma sa, de a plasa și îndepărta obstacolele. Este spațiul său particular de lucru, motivul existenței sale." 
Krishan remarcă faptul că anumite nume ale lui Ganesha reflectă nuanțe ale rolurilor multiple pe care le-a primit de-a lungul timpului. Dhavalikar atribuie ascensiunea rapidă a lui Ganesha în panteonul hindus și apariția adoratorilor săi(ganapatyas), în transformarea creatorului de obtacole (vighnakartā) în cel care indepartează obstacolele(vighnahartā). Totuși, ambele funcții continuă să fie vitale personalitații sale dupa cum Robert Brown explică, “ chiar și după ce imaginea puranică a lui Ganesha este bine definită , în artă Ganesha rămâne predominat important pentru rolul său dual, de creator și eliminator al obstacolelor, deși asta presupune un aspect pozitiv și altul negative.”
Totuși aspectul de a fi și cel care plasează obstacole pe cale devine și el pozitiv deoarece obstacolele întăresc pe cei care pășesc pe calea spirituală.

## Genealogia lui Ganesha
| Parvati | Parvati | Parvati | Parvati | Parvati | Parvati |         |         |         |         |         |         |  |  |           |           |           |           |           |           | Shiva | Shiva | Shiva | Shiva | Shiva | Shiva |  |  |  |  |  |  |  |  |
| Parvati | Parvati | Parvati | Parvati | Parvati | Parvati |         |         |         |         |         |         |  |  |           |           |           |           |           |           | Shiva | Shiva | Shiva | Shiva | Shiva | Shiva |  |  |  |  |  |  |  |  |
|         |         |         |         |         |         |         |         |         |         |         |         |  |  |           |           |           |           |           |           |       |       |       |       |       |       |  |  |  |  |  |  |  |  |
|         |         |         |         |         |         | Ganesha | Ganesha | Ganesha | Ganesha | Ganesha | Ganesha |  |  | Kartikeya | Kartikeya | Kartikeya | Kartikeya | Kartikeya | Kartikeya |       |       |       |       |       |       |  |  |  |  |  |  |  |  |